# Mademoiselle Chambon
Mademoiselle Chambon es una película francesa de 2009, dirigida por Stéphane Brizé y protagonizada por Vincent Lindon y Sandrine Kiberlain. Está basada en la novela homónima del escritor Éric Holder. Narra la historia de amor entre dos personas de distinto nivel sociocultural: un albañil y la maestra de su hijo.

## Sinopsis
Jean es una buena persona: trabaja de albañil y tiene una familia a la que quiere y que le quiere a él. Pero cuando conoce a la maestra de su hijo, la señorita Chambon, todo cambia. Poco a poco se irán acercando y la fuerza de los sentimientos los desbordará.

## Reparto
- Vincent Lindon : Jean
- Sandrine Kiberlain : Véronique Chambon
- Aure Atika : Anne-Marie
- Jean-Marc Thibault : padre de Jean
- Arthur Le Houérou : Jérémy
- Bruno Lochet : amigo de Jean
- Abdellah Moundy : amigo de Jean
- Michelle Goddet : directora de la escuela
- Anne Houdy : comercial de pompas fúnebres
- Geneviève Mnich : madre de Véronique

## Premios
| Fecha | Premio             | Categoría                              | Receptor(es)                   | Resultado |
| ----- | ------------------ | -------------------------------------- | ------------------------------ | --------- |
| 2010  | Premios César      | Mejor actriz                           | Sandrine Kiberlain             | Nominada  |
| 2010  | Premios César      | Mejor actriz secundaria                | Aure Atika                     | Nominada  |
| 2010  | Premios César      | Mejor guion adaptado                   | Stéphane Brizé Florence Vignon | Ganadores |
| 2010  | Premios Lumières   | Anexo:Premio Lumière a la mejor actriz | Sandrine Kiberlain             | Ganadora  |
| 2011  | Independent Spirit | Mejor película extranjera              |                                | Nominada  |